# Pristilepis oligolepis
Pristilepis oligolepis (Whitley, 1941) è un pesce osseo marino appartenente alla famiglia Holocentridae. È l'unica specie appartenente al genere Pristilepis.

## Distribuzione e habitat
Questa specie è nota per località sparse nell'Indo-Pacifico, soprattutto insulari, come l'isola di Réunion, l'Australia Occidentale, le isole Kermadec e Lord Howe, le Hawaii, l'isola di Pasqua e alcune stazioni sulle coste giapponesi.
Vive a profondità abbastanza elevate, tra 9 e 348 metri su fondi rocciosi ricchi di anfratti.

## Descrizione
Ha una sagoma piuttosto alta rispetto agli Holocentridae più costieri e forma più rotondeggiante. Occhio grande e bocca ampia. Sul muso è presente una spina diretta in avanti. La colorazione è rossa con toni aranciati con una macchia chiara al centro di ogni scaglia; queste macchie chiare sono disposte in linee longitudinali. La taglia massima raggiunge i 30 cm.

## Biologia
Complessivamente poco nota.

### Comportamento
È notturno come tutti gli Holocentridae.

### Alimentazione
Planctofago, si nutre di crostacei e stadi larvali di altri pesci.

## Pesca
Questa specie non è oggetto di pesca.

## Conservazione
Non sono note cause di minaccia e la lista rossa IUCN classifica questa specie come "a rischio minimo".